# Cyphellopsis
Cyphellopsis Donk – rodzaj grzybów z rodziny Niaceae.

## Systematyka i nazewnictwo
Pozycja w klasyfikacji: Niaceae, Agaricales, Agaricomycetidae, Agaricomycetes, Agaricomycotina, Basidiomycota, Fungi (według Index Fungorum).
Rodzaj Cyphelopsis powstał przez wyłączenie niektórych gatunków z rodzaju Merismodes Earle.

## Gatunki
- Cyphellopsis anomala (Pers.) Donk 1931 – osiękla nierówna
- Cyphellopsis changbaiensis Y.L. Wei & W.M. Qin 2009

Nazwy naukowe na podstawie Index Fungorum. Nazwy polskie według Władysława Wojewody.